# نیزه‌ماهی راه‌راه
نیزه‌ماهی راه‌راه (نام علمی: Kajikia audax) نام یک گونه از تیره نیزه‌ماهی است که در سراسر جهان در اقیانوس های گرمسیری تا معتدل نه چندان دور از سطح آب یافت می‌شود.
گوشت این ماهی بسیار خوشمزه است و توسط ماهی گیران شکار می‌شود،اگر چه اقداماتی برای جلوگیری و محدود کردن شکار آن صورت گرفته.نیزه ماهی راه‌راه بیشتر نزدیک سطح آب شکار می‌کند،یکی اصلی ترین طعمه های او ساردین می‌باشد.